# Steske
Steske falu Szlovéniában, a Goriška statisztikai régióban, a Vipava-völgyhöz kapcsolódó Branik-völgyben, Branik település mellett fekszik. Közigazgatásilag Nova Goricához tartozik.

## Fordítás
- Ez a szócikk részben vagy egészben  a   Steske című angol Wikipédia-szócikk ezen változatának fordításán alapul.  Az eredeti cikk szerkesztőit annak laptörténete sorolja fel. Ez a jelzés csupán a megfogalmazás eredetét és a szerzői jogokat jelzi, nem szolgál a cikkben szereplő információk forrásmegjelöléseként.